# أوسكار إكلوند
أوسكار إكلوند (بالسويدية: Oscar Eklund)‏ هو لاعب هوكي الجليد سويدي، ولد في 27 أغسطس 1988 في ستوكهولم في السويد.

## وصلات خارجية
- أوسكار إكلوند على موقع EliteProspects.com (الإنجليزية)
- أوسكار إكلوند على موقع Eurohockey.com (الإنجليزية)
- أوسكار إكلوند على موقع HockeyDB.com (الإنجليزية)